# わんだくん
わんだくんはかつてのテレビ岩手（TVI）のマスコットキャラクターである。

## 概要
2006年10月から始まったテレビ岩手の地上デジタル放送のPRキャラクターと局のイメージチェンジの一環として採用され、形はTVIのデジタル放送におけるリモコンキーIDの4チャンネルに合わせ「4」をモチーフとされ、色は近年のTVIのイメージカラーである黄銅色となっている。
テレビに出始めたのは2006年3月の地上デジタル放送開始告知CMからだったが、デビュー当時はまだ名前は付いておらず、同年7月下旬から8月下旬に一般公募によるネーミングを募集し、10月1日の地上デジタル放送開始記念番組「HAPPYわんだふぉ～DAY」で名前が発表され、最も応募が多かった「わんだくん」に決定した。
普段わんだくんが見られるのはTVI公式サイトや放送開始のオープニング映像やデジタル放送での右上に表示の複製防止の透かし（チャンネルロゴ表示）などで見ることができる。またテレビ岩手本社の受付近くには発泡スチロール製の立体像が置いてある。また標準的には日本テレビのなんだろうのように横側のみのキャラクターだが、公式サイトのプロフィールなどではアニメチックに表現される場合がある。
着ぐるみも制作され、イベントに登場することが多かったが、その後は同局の子供向け特撮番組の主人公「鉄神ガンライザー」が好んで使用されるようになった。
開局50年目となる2018年12月1日をもって、「ガンライザー」をデフォルメした「ガンジロー」に役目を譲り、局ロゴからも姿を消した。

## 他の県内NHK・民放局のキャラクター
- がんすけどん、なはんちゃん（NHK盛岡放送局）
- ちゃおくん（IBC岩手放送）
- ミットくん（岩手めんこいテレビ）
- ゴエティー（岩手朝日テレビ）